# Boscarla de les Cook
La boscarla de les Cook (Acrocephalus kerearako) és una espècie d'ocell de la família dels acrocefàlids (Acrocephalidae) que habita zones boscoses, arbustives i urbanes de Mitiaro i Mangaia, a les illes Cook.